# جولين بوردي
جولين بوردي (بالإنجليزية: Jolene Purdy)‏ مواليد 9 ديسمبر 1983 في كاليفورنيا، الولايات المتحدة، هي ممثلة أمريكية بدأت مسيرتها الفنية عام 2001.

## الأعمال
- 2001: دوني داركو
- 2001: بوسطن العامة
- 2002: القاضية إيمي
- 2009-2010: 10 أشياء أكرهها بشأنك
- 2010: اختلال ضال
- 2011: غلي
- 2013-الآن: تحت القبة

## وصلات خارجية
- جولين بوردي على موقع IMDb (الإنجليزية)
- جولين بوردي على موقع قاعدة بيانات الفيلم (الإنجليزية)